# Ikke film, men virkelighed
Ikke film, men virkelighed er en dansk dokumentarfilm fra 1952 med instruktion og manuskript af Svend Aage Lorentz.

## Handling
Filmen viser, at Holger-Nielsen-metoden for genoplivning kan anvendes ved alle former for skindød. Hverdagens helt arbejder under andre vilkår end filmhelten. I indtil fem timer må han uden ophør give kunstigt åndedræt. Det kunstige åndedræts metode og rytme indprentes, og filmen opfordrer til at lære kunstigt åndedræt hos Dansk Røde Kors, Livredningsforbundet eller arbejdersamaritterne.